# Труфяков Володимир Іванович

Володи́мир Іва́нович Труфяко́в (* 27 вересня 1918 — † 23 січня 2001) — заслужений діяч науки і техніки України, лауреат Державних премій СРСР — 1985 та УРСР — 1972, премії ім. Патона, член-кореспондент НАН України — з квітня 1976, доктор технічних наук, професор.

## Життєпис
В січні 1942 року закінчив Московський інститут інженерів транспорту, котрий був евакуйований тоді в Новосибірськ. Направлений на роботу в Москву; Головне управління відновлювальних робіт перенаправило його на панфіловський роз'їзд Дубосєково — займатися технічною стороною відновлення мостів на ділянці до Волоколамська.
У лютому 1944 капітан інженерних військ Труфяков в Києві, у відрядженні вписаний строк: «до конца войны».
З 1949 року працював в Інституті електрозварювання ім. Є. О. Патона АН УРСР, куди його запросив сам Євген Оскарович Патон.
Керував відділом міцності зварних конструкцій Інституту ім. Патона НАН України в 1963—2000 роках.
Є автором праць в галузі опору матеріалів і зварних конструкцій, щодо створення холодостійких сталей.
Зареєстровано його 11 патентів.
Його пам'яті встановлена почесна дошка.